# Debec
Debec est un village du comté de Carleton, à l'ouest de la province canadienne du Nouveau-Brunswick. Le village a le statut de DSL et comprend les autorités taxatrices de Debec Intérieur et Debec Extérieur. Dans le cadre de la réforme de la gouvernance locale du 1er janvier 2023, le territoire du DSL a été réparti entre la ville de Woodstock et le village de Lakeland Ridges.

## Toponyme
Debec s'appelait à l'origine Blair Mills, en l'honneur d'Andrew Blair, père du premier ministre Andrew George Blair. Le village prit le nom actuel en l'honneur de George Debec, qui s'y établit en 1835 et y ouvrit un moulin.

## Géographie
Debec est situé à environ 106 kilomètres de route à l'ouest de Fredericton, dans le comté de Carleton.
Debec est enclavé dans la paroisse de Richmond mais la paroisse de Woodstock n'est distante que d'environ un kilomètre à l'est. La ville la plus proche est Woodstock, à une vingtaine de kilomètres de route au nord-est. La frontière canado-américaine se trouve quant à elle à 7 kilomètres à l'ouest.
|         | McKenzie Corner (Nouveau-Brunswick) |  |
| Hodgdon | Debec                               |  |
| Cary    | Limestone                           |  |

## Histoire
Debec est fondé en 1825 par des Néo-brunswickois. L'économie est à l'origine basée sur l'exploitation forestière. Le village devient une jonction du chemin de fer en 1869. L'école élémentaire Debec est inaugurée en 1952.

## Chronologie municipale
- 1786: Érection de la paroisse de Woodstock dans le comté d'York.
- 1833: Création du comté de Carleton à partir d'une portion du comté d'York, dont la paroisse de Woodstock. Création de la paroisse de Dumfries à partir d'une portion de la paroisse de Woodstock.
- 1853: Création de la paroisse de Richmond à partir d'une portion de la paroisse de Woodstock.
- 1966: La municipalité du comté de Carleton est dissoute. La paroisse de Richmond devient alors un district de services locaux. Constitution du DSL de Debec dans la paroisse[5],[6].

## Démographie
(juillet 2016).
D'après le recensement de Statistique Canada, il y avait 127 habitants en 2006, comparativement à 135 en 2001, soit une baisse de 5,9 %. Il y a 54 logements privés, dont 51 occupés par des résidents habituels. Le village a une superficie de 0,95 km2 et une densité de population de 133,8 habitants au kilomètre carré.
| 2011 | 2016 |
| ---- | ---- |
| 122  | 98   |

## Administration
Debec comprend les autorités taxatrices de Debec Intérieur et Debec Extérieur.

### Commission de services régionaux
Debec fait partie de la Région 12, une commission de services régionaux (CSR) devant commencer officiellement ses activités le 1er janvier 2013. Contrairement aux municipalités, les DSL sont représentés au conseil par un nombre de représentants proportionnel à leur population et leur assiette fiscale. Ces représentants sont élus par les présidents des DSL mais sont nommés par le gouvernement s'il n'y a pas assez de présidents en fonction. Les services obligatoirement offerts par les CSR sont l'aménagement régional, l'aménagement local dans le cas des DSL, la gestion des déchets solides, la planification des mesures d'urgence ainsi que la collaboration en matière de services de police, la planification et le partage des coûts des infrastructures régionales de sport, de loisirs et de culture; d'autres services pourraient s'ajouter à cette liste.

### Représentation et tendances politiques
Nouveau-Brunswick: Debec fait partie de la circonscription provinciale de Woodstock, qui est représentée à l'Assemblée législative du Nouveau-Brunswick par David Alward, du Parti progressiste-conservateur. Il fut élu en 1999 puis réélu en 2003, en 2006 et en 2010.
 Canada: Debec fait partie de la circonscription électorale fédérale de Tobique—Mactaquac, qui est représentée à la Chambre des communes du Canada par Michael Allen, du Parti conservateur. Il fut élu lors de la 39e élection générale, en 2006, et réélu en 2008.

## Économie
Entreprise Carleton, membre du Réseau Entreprise, a la responsabilité du développement économique.

## Vivre à Debec
L'école élémentaire Debec accueille les élèves de la maternelle à la 5e année. C'est une école publique anglophone faisant partie du district scolaire #14.
Le DSL est inclus dans le territoire du sous-district 8 du district scolaire Francophone Nord-Ouest. Les écoles francophones les plus proches sont à Grand-Sault. Cette ville compte aussi un campus du CCNB-Edmundston alors qu'il y a une université à Edmundston même.
Debec possède une caserne de pompiers et un bureau de poste. Le détachement de la Gendarmerie royale du Canada le plus proche est à Woodstock.
L'église St. Agnes est une église catholique romaine faisant partie du diocèse de Saint-Jean.
Les anglophones bénéficient des quotidiens Telegraph-Journal, publié à Saint-Jean, et The Daily Gleaner, publié à Fredericton. Ils ont aussi accès au bi-hebdomadaire Bugle-Observer, publié à Woodstock. Les francophones ont accès par abonnement au quotidien L'Acadie nouvelle, publié à Caraquet, ainsi qu'à l'hebdomadaire L'Étoile, de Dieppe.